# Büssing

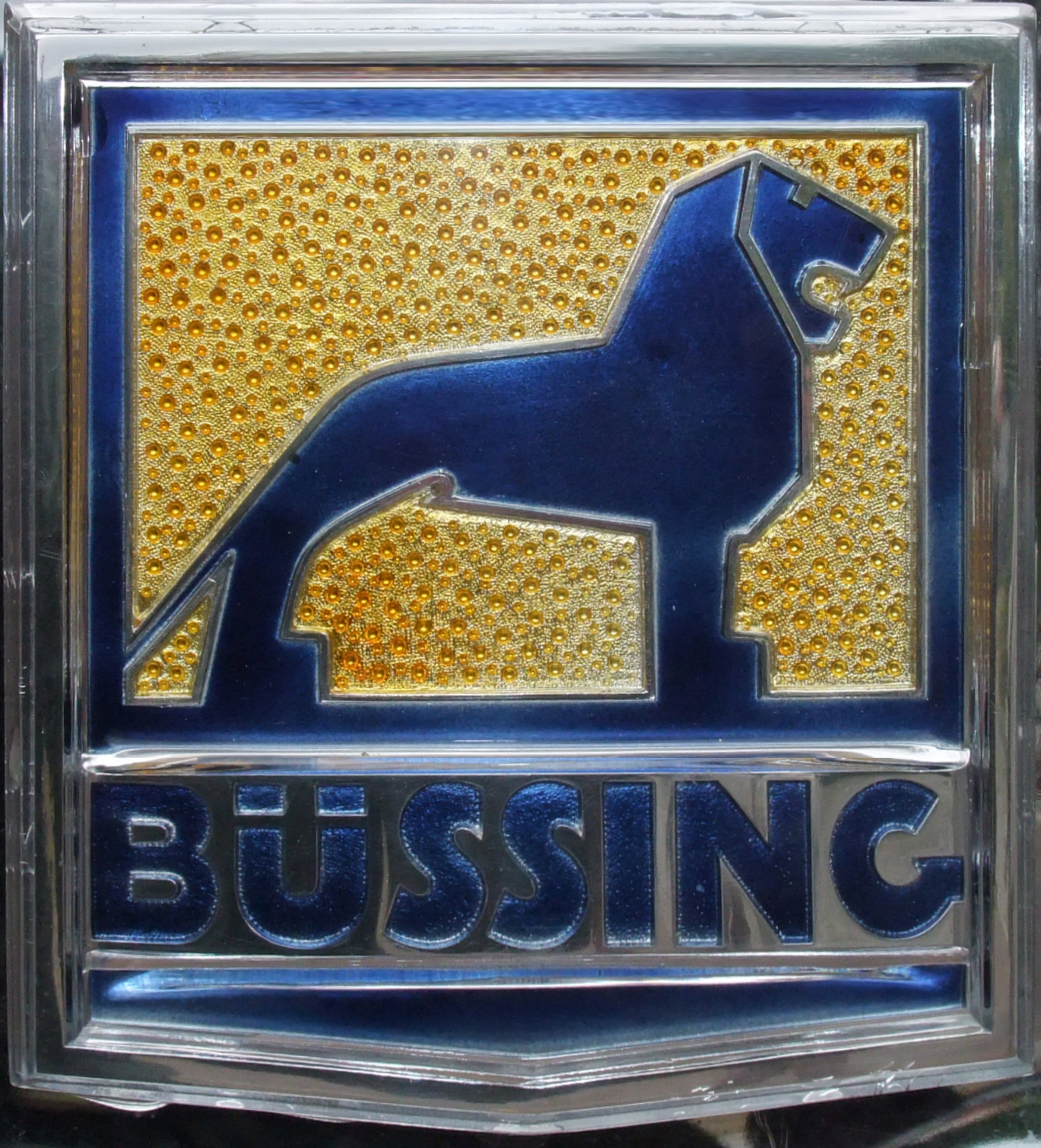
Емблема компанії Büssing

Компанія Büssing була заснована у Брауншвайгу інженером-механіком Генріхом Бюссінгом (1843—1929) 17 квітня 1903 для виробництва вантажних автомобілів, омнібусів та моторів для них. 31 грудня 1930 компанія об'єдналась з Національним Автомобільним товариством (NAG AG) з Берліна в товариство Büssing-NAG, яке стало найбільшою компанією Центральної Європи з виробництва вантажівок, автобусів. Контрольний пакет акцій Büssing-NAG було куплено компанією MAN. Особливістю вантажівок, автобусів був розміщений під рамою бензиновий мотор, дизель (Unterflurmotor).
Перша 3-тонна вантажівка «Graue Katze» (Сірий кіт) була виготовлена 22 жовтня 1903 року (Генріхом Бюссінгом спроектував 10-місний автобус ще 1900 року). Вона мала 3-ступеневу КП, ланцюговий привід на задні колеса. Наступного року розпочався випуск 12-місних автобусів, для яких відкрили першу 15 кілометрову автобусну лінію і де вони розвивали швидкість до 30 км/год. Найбільший автобус цього періоду перевозив 38 пасажирів. Генріх Бюссінг заклав у Берліні транспортне агентство, яке обслуговували вантажівки його фірми. Близько 400 комплектів шасі автобусів було продано до Лондону, де на їхній базі фірма Straker & Squire Ltd виготовила перші лондонські двоповерхові автобуси. За ліцензією компанії у Відні розпочала випуск вантажівок і автобусів (1907) фірма Maschinenfabrik A. Fross (власники донька Гедвік Бюссінг і її чоловік Антон Фросс). У міжвоєнний період з 130 автобусів Відня сто було виготовлено цією компанією.
З 1913 емблемою компанії Büssing став лев з герба Брауншвайгу. Під час війни були виготовлені панцирники A5P. Через післявоєнну скруту компанія була реорганізована у командитне товариство, згодом акціонерне товариство, товариство з обмеженою відповідальністю (1943). З 1926 було впроваджено конвеєрне виробництво, що дозволило щомісяця виготовляти до 250 автомашин. Під час 2-ї світової війни компанія надалі випускала вантажівки, автобуси, бронетранспортери Sd.Kfz.252. На 1950 у ФРН вона була найбільшим продуцентом автобусів і третім вантажівок. З 1964 розпочався викуп акцій компанії спілкою Salzgitter Gruppe/LHB-Waggonbau, яка продала їх компанії MAN. Заводи компанії Büssing перетворились на підрозділи компанії MAN, яка присвоїла її емблему — лева. Деякий час виготовлювали вантажівки, автобуси
MAN-Büssing, а згодом з позначення вилучили назву «Büssing».

## Галерея

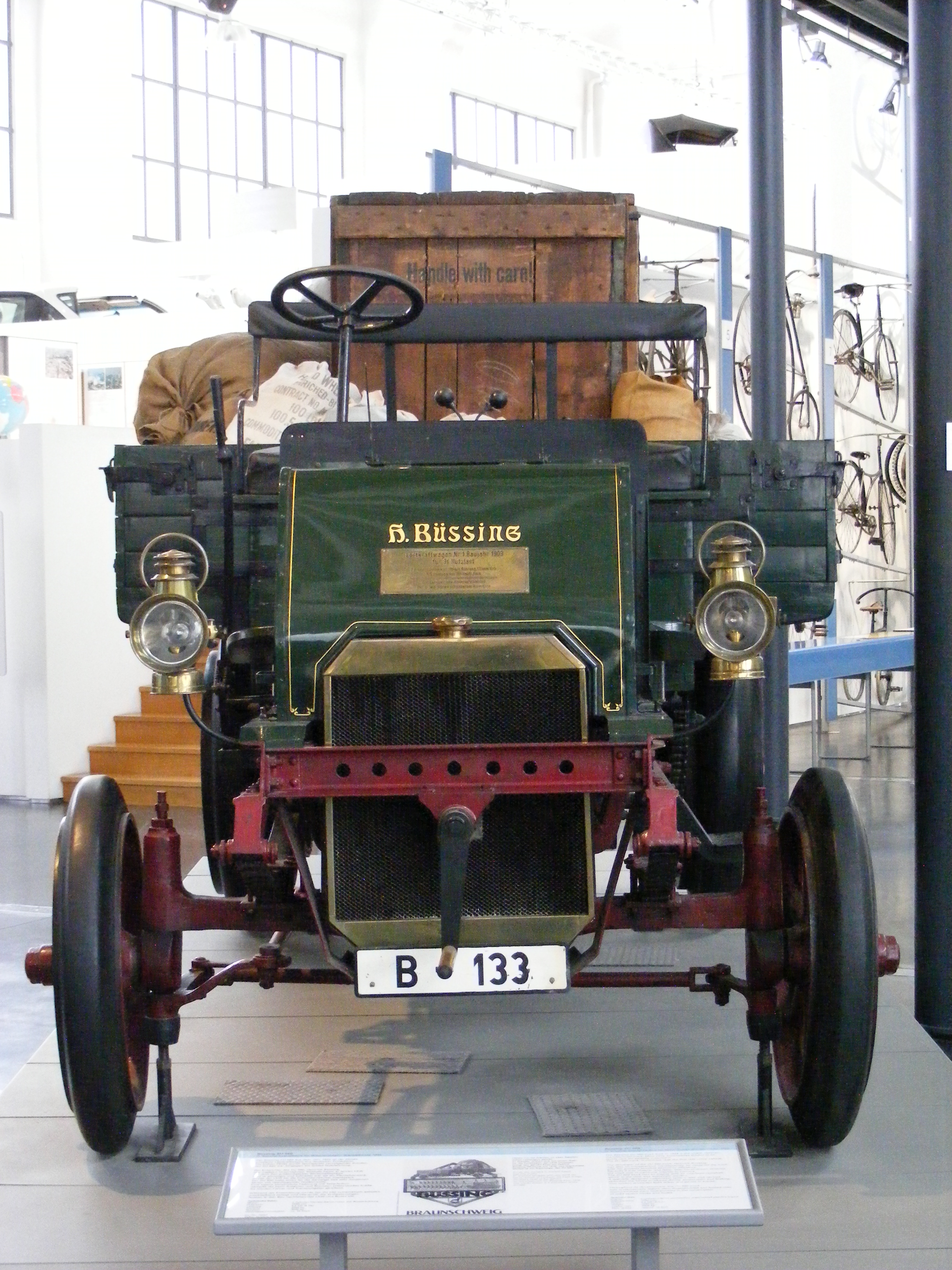
Büssing ZU-550. 1903
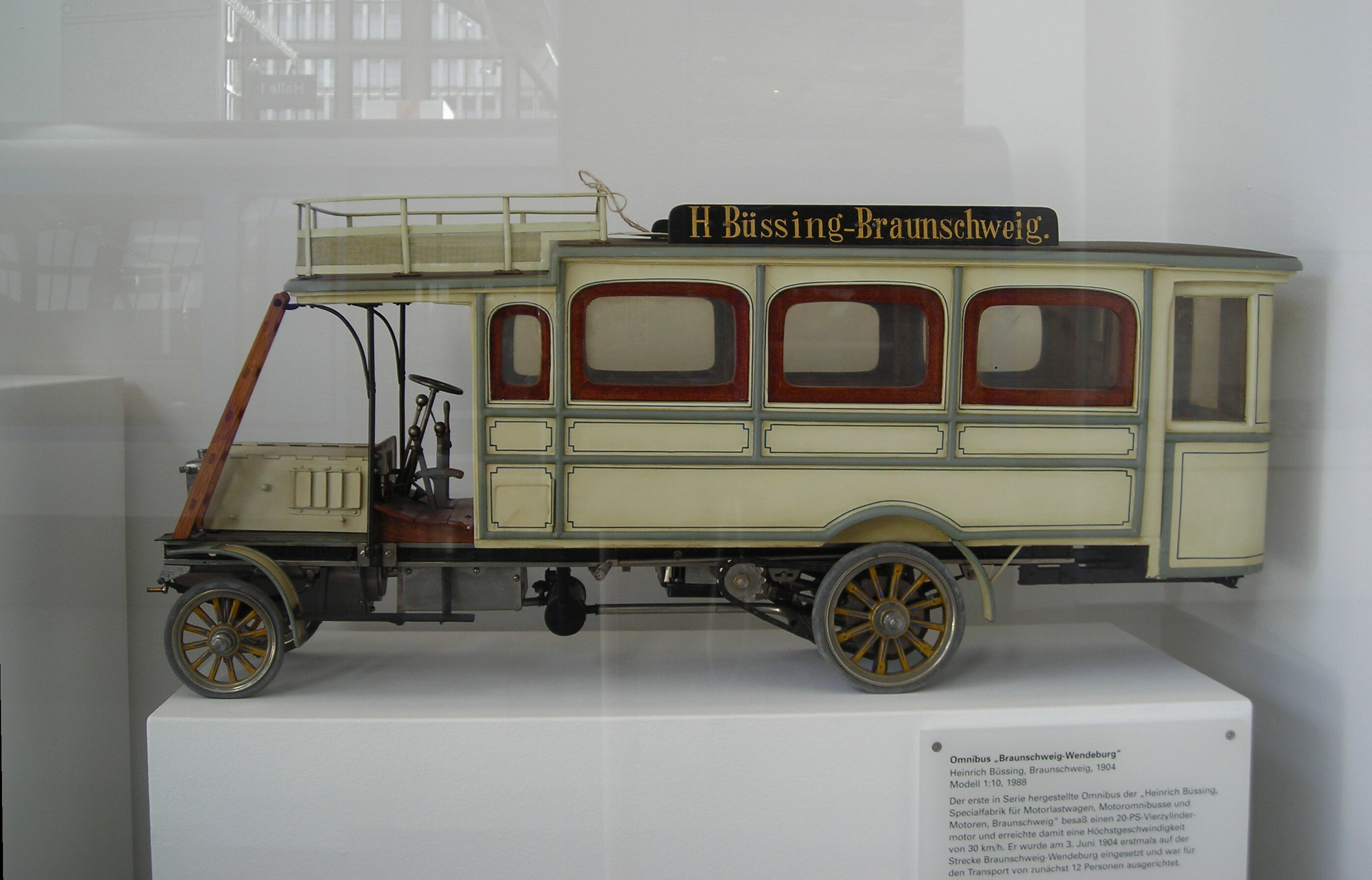
Перший автобус Büssing
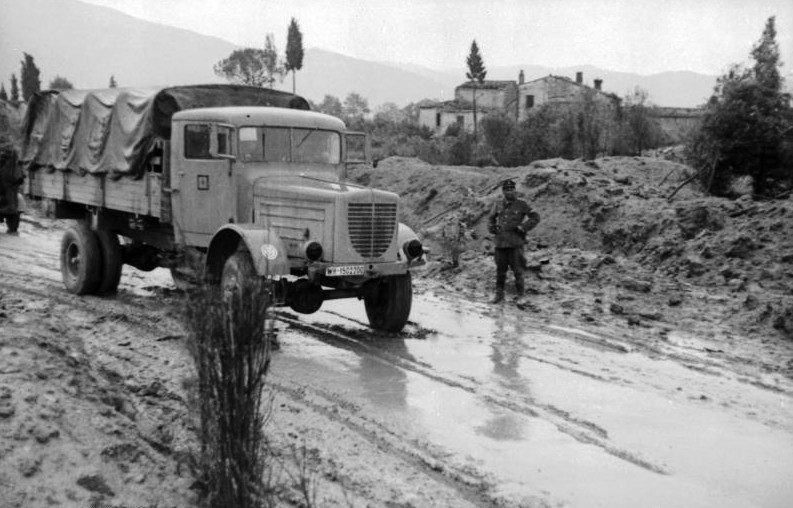
Вантажівка Büssing в Італії. 1944
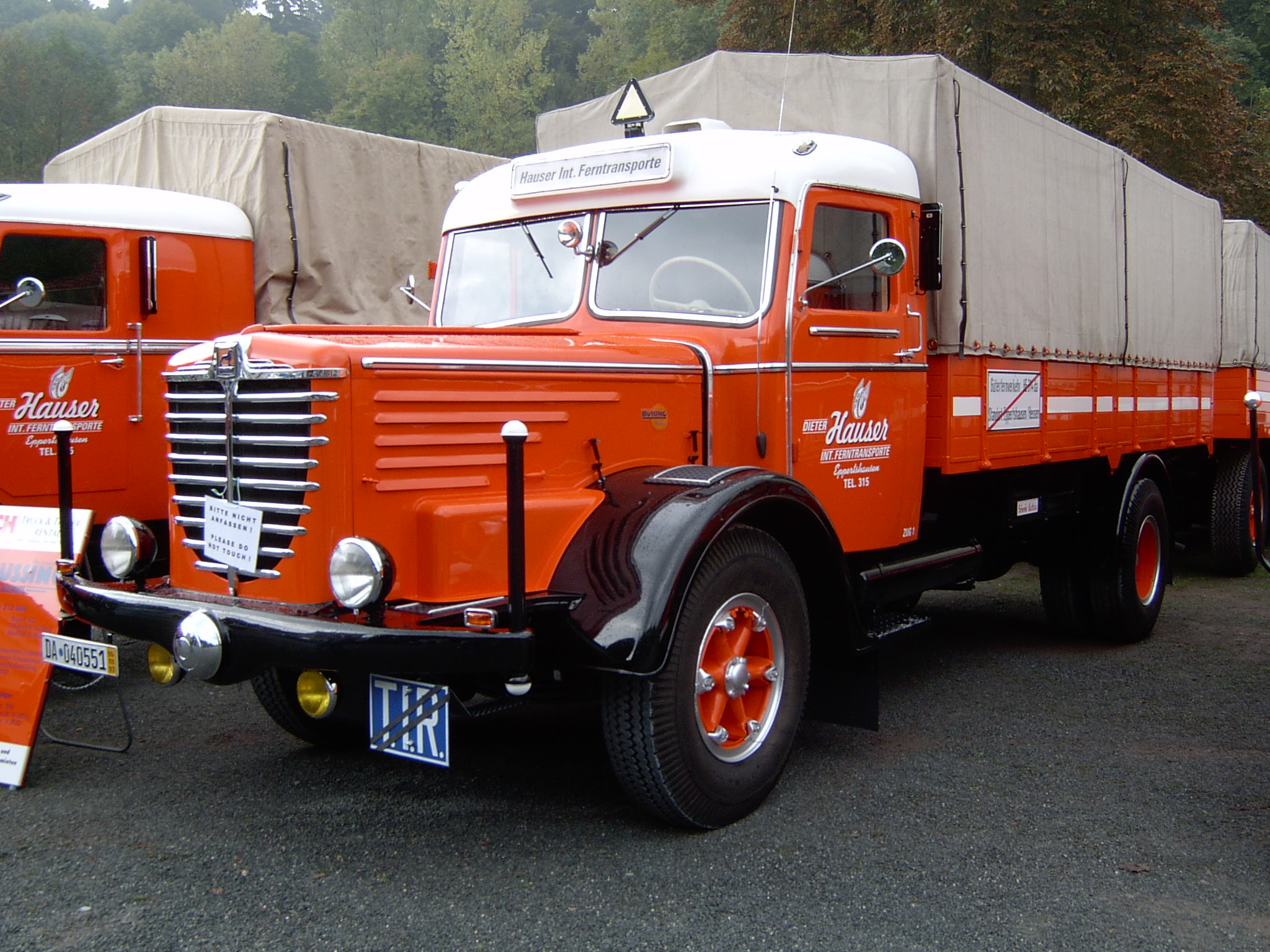
Вантажівка Büssing 8000 (1950-1954)
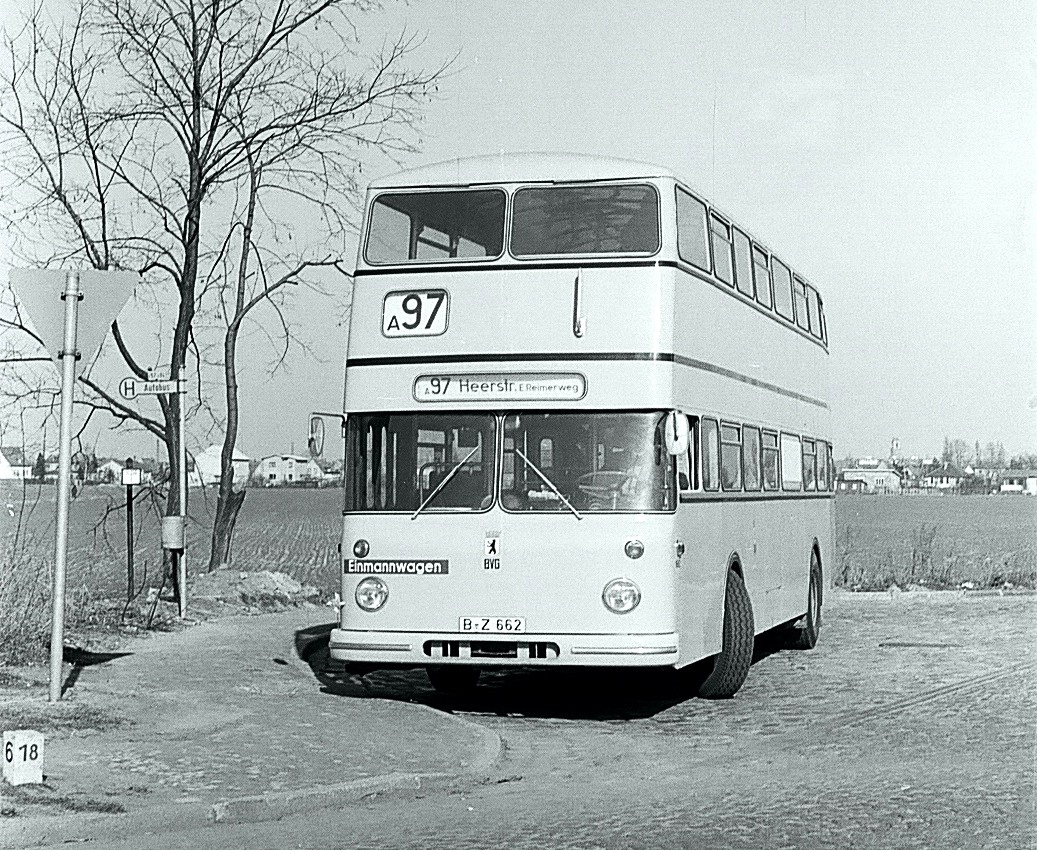
Автобус DE65. 1965
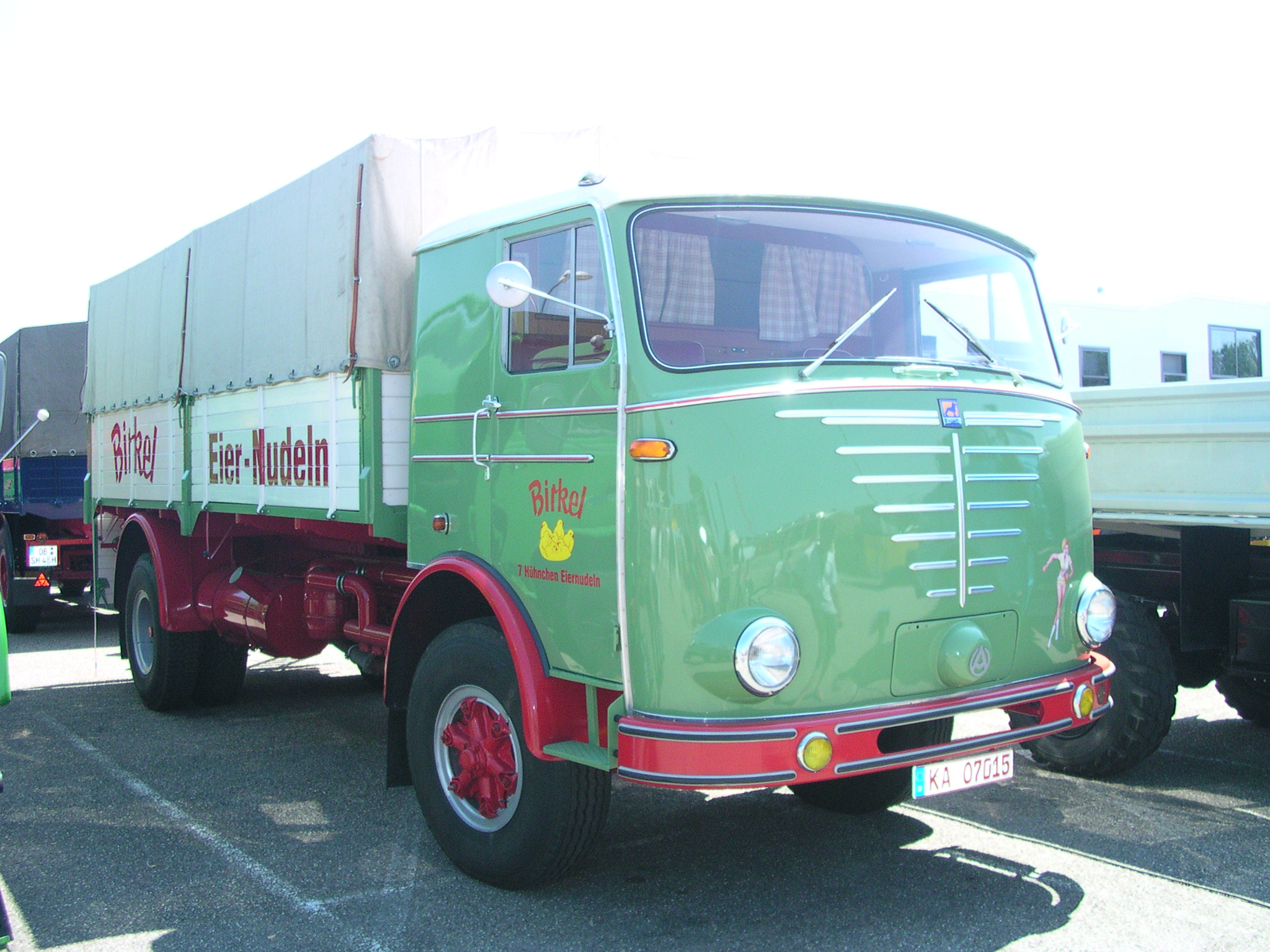
Büssing LU 11 (1961-1963)
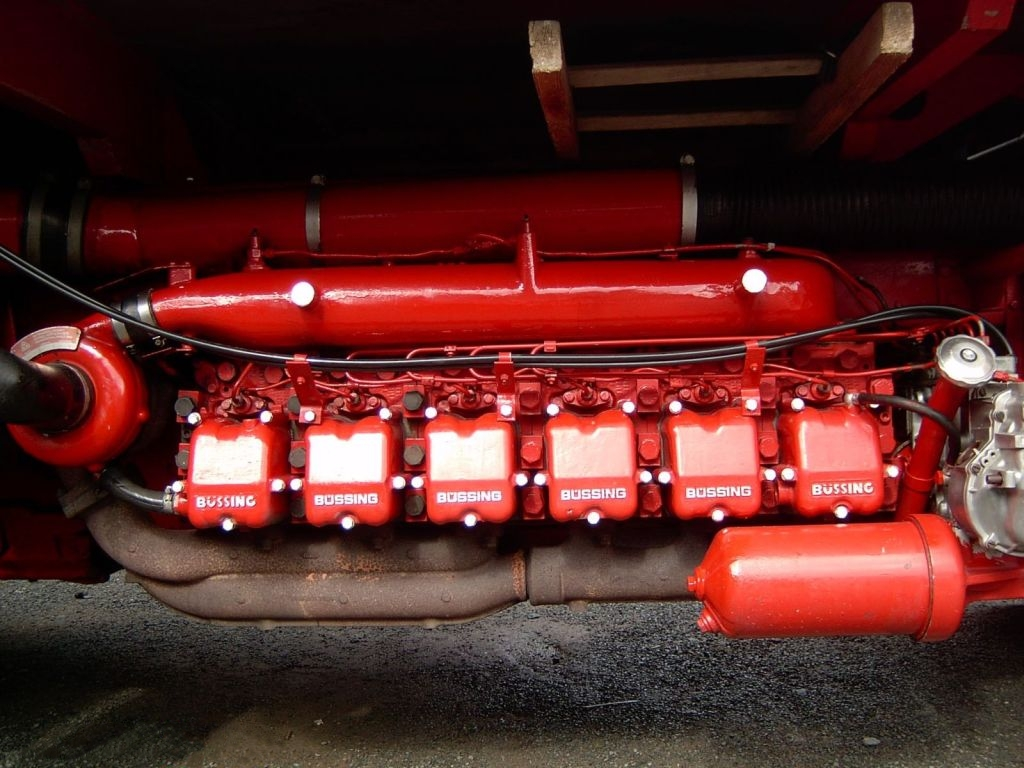
Мотор Bs 16 у 320 к.с. під рамою
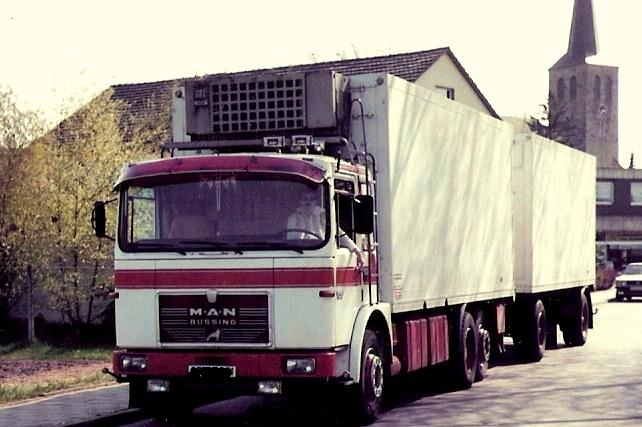
вантажівка MAN-Büssing
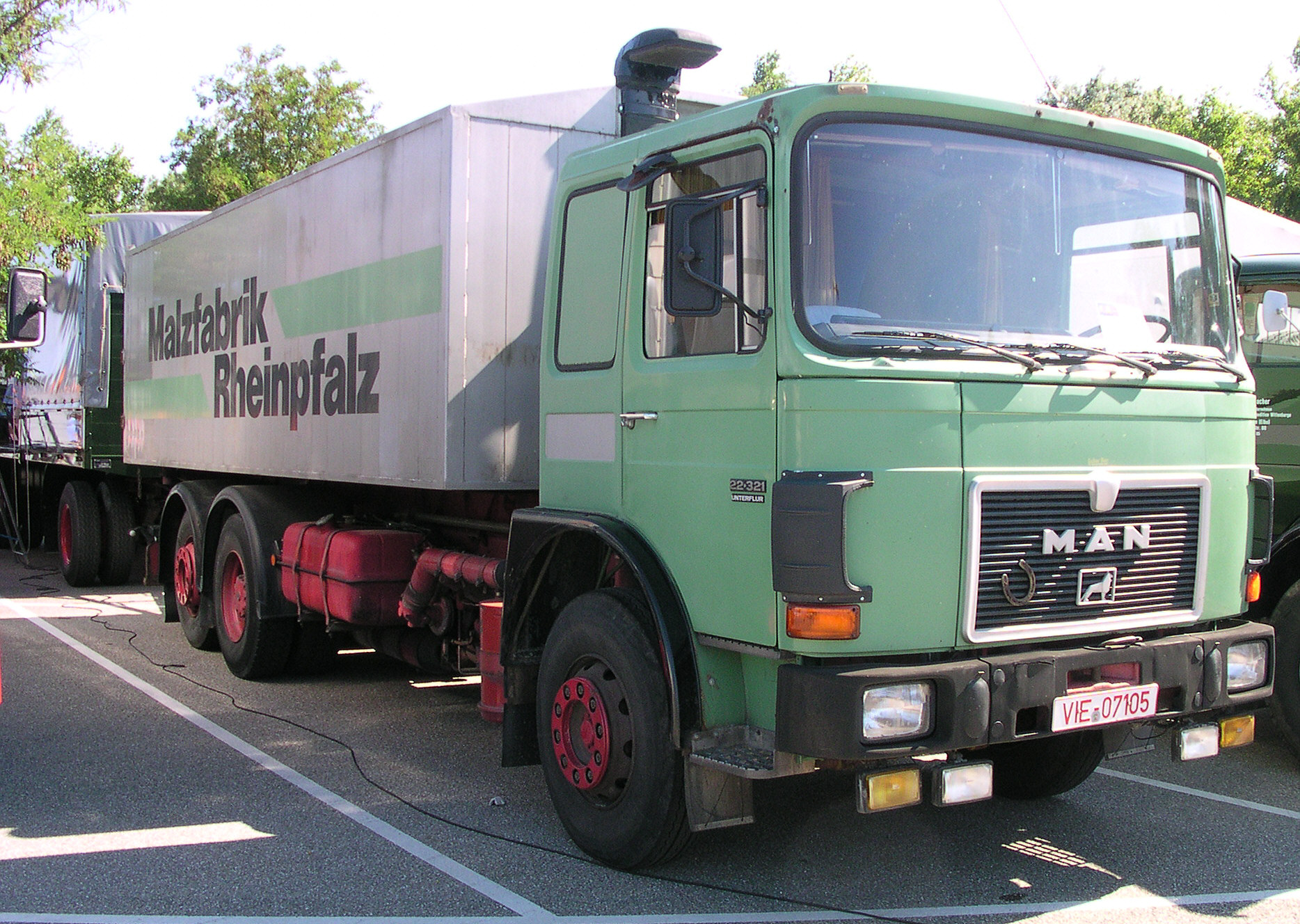
Вантажівка MAN 22321 з мотором під рамою

## Джерело
- Wolfgang H. Gebhardt: Büssing Omnibusse 1904—1971, Schrader Motor-Chronik, Bd. 81, Motorbuch-Verlag, Stuttgart 1998, ISBN 3-613-87171-8 (нім.)
- Nutzfahrzeuge aus Braunschweig. Edition Diesel Queen, ISBN 3-926574-02-X (нім.)

1. ↑  Архів преси XX століття — 1908.